# Дім Тельє (новела)
«Дім Тельє́» (фр. La Maison Tellier) — новела французького письменника Гі де Мопассана, видана в 1881 році. Сюжет твору розповідає про гурт повій, які відвідують перше причастя племінниці їхньої сутенерки, пані Тельє.

## Історія
У 1980 році Гі де Мопассан став відомим завдяки новелі «Пампушка», яку високо оцінили літературні критики та колеги. У спробі закріпити успіх письменник став далі розвивати тему психології жінок із соціального дна. Для цього він використав історичний матеріал. Заклад пані Тельє дійсно існував в Руані — рідному місті письменника. А описана в новелі церемонія першого причастя відбулася в містечку Буї-Гійом поблизу Руана.

Гі де Мопассан завершив написання «Дому Тельє» в січні 1881 року. Сам автор ставив його вище за свій попередній гучний успіх, оскільки в листі до матері писав: 
|  | Я майже завершив новелу про публічних жінок на першому причасті. Думаю, це щонайменше дорівнює «Пампушці», якщо не перевершує її |

 Однак в історії літератури «Пампушка» залишилась як найвідоміший малий твір письменника, а новела «Дім Тельє» стала другою за популярністю серед творів Гі де Мопассана, присвячених темі проституції. Вперше ця новела була видана у травні 1881 року в однойменній збірці, присвяченій другу автора — російському письменникові Івану Тургенєву. Показово, що збірка, подарована Тургенєвим російському класику Льву Толстому, не отримала з боку останнього високої оцінки, однак Толстой схвально відгукнувся саме про цю новелу: 
|  | По першому ж оповіданню «Maison Tellier», не дивлячись на непристойний і мізерний сюжет оповідання, я не міг не побачити в авторі те, що називають талантом |

У лютому 1889 року новелу «Дім Тельє» надрукували в літературному оглядачі «La Lanterne», а в жовтні 1892-го — в газеті «Gil Blas». Пізніше її неодноразово перевидавали і перекладали різними мовами. Перший український переклад належить перу Петра Чикаленка, він побачив світ у восьмитомному зібранні творів Гі де Мопассана, виданому видавництвом «Дніпро».

## Сюжет
Пані Тельє — колишня селянка, що отримала в спадок від дядька «заклад», в якому працювали повії. Пані Тельє не розгубилася і швидко оволоділа новою посадою сутенерки. З дівчатами вона підтримує демократичні відносини, а з боку клієнтів користується щирою повагою. Але цього разу дім Тельє закритий через непередбачувані обставини — всі працівниці поїхали в гості до племінниці господині, яка завтра має вперше в житті прийняти причастя. В поїзді повії шокують подружжя статечних пасажирів непристойними розвагами, але по прибутті в село ведуть себе стримано. Вони приємно вражають своїм виглядом затурканих селян, які навіть не здогадуються, хто ці розкішно вдягнені панянки. У церкві непристойні жінки створюють почесний почет для маленької причасниці. Розчулені проповіддю священника вони одна за одною починають рюмсати, згадуючи власне невинне дитинство. Їхні емоції передаються сусідам і ось уже вся церква плаче. Священник зворушений і вдячний. Наступного дня повії повертаються додому, до них приходять постійні клієнти, але з нагоди свята першого причастя з них не беруть гроші за обслуговування.